# Александр Дюма (станция метро)
Александр Дюма (фр. Alexandre Dumas) — станция линии 2 Парижского метрополитена, расположенная на границе XI и XX округов Парижа. 

## История
- Станция открылась 31 января 1903 года в составе пускового участка Анвер — Александр Дюма. До 13 сентября 1970 года станция называлась «Баньоле» по улице, располагающейся к северу от станции метро. Переименование было связано с устранением путаницы, возникшей при строительстве на линии 3 станции «Порт-де-Баньоле». Современное название связано с улицей Александр Дюма, расположенной к югу от станции.
- В 2016 году станция принимала участие в первоапрельской акции, в ходе которой она на один день сменила название на «Три мушкетёра»[2].
- Пассажиропоток по станции по входу в 2011 году, по данным RATP, составил 3 926 266 человек[3]. В 2013 году этот показатель незначительно снизился до 3 919 412 пассажиров (127 место по уровню входного пассажиропотока в Парижском метро)[4].

## Галерея
- Вход на станцию, оформленный в стиле Эктора Гимара
- Информационный стенд над лестничным сходом
- Вывеска с названием станции